# Exilisia andriai
Exilisia andriai là một loài bướm đêm thuộc phân họ Arctiinae, họ Erebidae.